# داریوش مادی

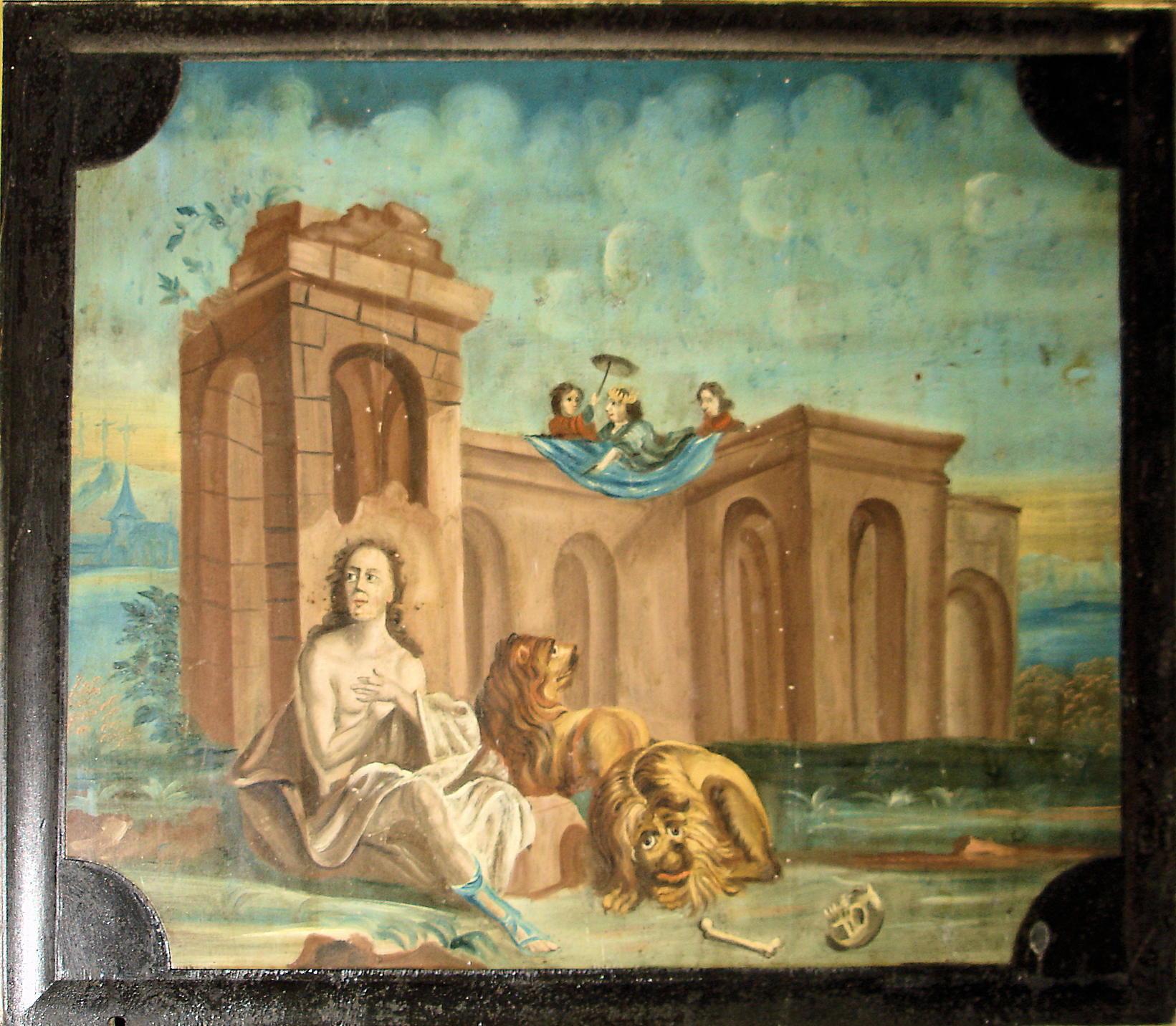
داریوش ماد به همراه شیر

داریوش مادی یکی از شخصیت‌های کتاب دانیال در فصل ۹–۶ است که پادشاه بابل بوده‌است. او هنگام به حکومت‌رسیدن ۶۲ ساله بوده‌است.
در کتاب دانیال عهد عتیق داریوش مادی (۵»۳۰–۳۱) به عنوان حکمران بعد از قتل شاه کلدانی، بلشزر معرفی شده‌است. دانیال باید طی دوران حکمرانی داریوش و کوروش، شاه پارسی (دانیال ۶٫۲۸، ۱۰٫۱) که باید همان کوروش بزرگ باشد، رشد کرده باشد. بر طبق روایت گفته شده در کتاب، داریوش، پسر اخشورش (خشایارشا)، نواده مادی شناخته شده‌است، که در سن ۶۲ سالگی به جانشینی رسید. (دانیال ۵:۳۱، ۹:۱) این ارجاع‌ها، که با اطلاعات امروزی تطابق ندارد، برای پژوهشگرانی که سعی می‌کنند تا اختلاف متن را حل کنند، مشکل کرده‌است. این متن در دوران هلنیستیک، خیلی بعدتر از سقوط هخامنشیان نوشته شده‌است.
کتاب دانیال، مجموعه ای از داستان‌های اخلاقی و دینی، به جای اثر تاریخی است. این کتاب همانند نوشته‌های محبوب و عامه‌پسند در بین مردم عادی است که دقت در آن مشخصه اصلی نیست. توضیح متفاوت بسیاری از طرف دانش‌پژوهان مطرح شده، که شامل نظریه ای است که نویسندگان مختلفی در زمان‌های متفاوت، در نوشتن کتاب دست داشتند. این تفسیر، به دلیل تقدم نادرست نام داریوش مادی بر «کوروش پارسی» در توالی پادشاهان، دلیل موجهی نیست. پژوهشگر دیگری پیشنهاد می‌کند که آیه ۶:۲۸ نباید به عنوان اشاره به داریوش و کوروش تفسیر شود بلکه داریوش، نام سریر پادشاهی برای کوروش است. سن ۶۲ قطعاً متناسب با حقایق شناخته شده دربارهٔ سن کوروش است.
علاوه بر این، آشفتگی کتاب دانیال ممکن است ناشی از فاصله زمانی آن از شاهان هخامنشی و سرشت عوام‌پسند کتاب باشد. این آشفتگی را می‌توان دربارهٔ داریوش مادی در منابع عربی و سریانی هم یافت.

از آنجایی که داریوش مادی در زمانی که دانیال را در چاه شیرها انداخت، با صفت «پیرمرد» خوانده شده‌است، نمی‌تواند داریوش یکم هخامنشی باشد؛ زیرا در آن زمان داریوش یکم کمتر از ۱۰ سال سن داشت. همچنین نمی‌تواند خشایارشا باشد که فرزند داریوش یکم است. بنظر می‌رسد کسی که تاریخ را در کتاب دانیال نوشته، دچار اشتباه تاریخی شده و گوبریاش را داریوش ذکر کرده باشد.

## اوگبارو
به گفته رودیگر اشمیت، احتمالاً داریوش مادی، همان «گوبریاش آشوری» (یعنی سردار بومی آشوری در شمال بابل) که در روایت گزنفون به نام «پیرمرد» خوانده می‌شد باشد. (گرچه شامل برخی بیش و کم اطلاعات موثق است). این فرد یکی از سرداران بابل بود که در زمان نبونئید دوم و بلاشصر سردار بود و با روی کار آمدن کوروش بزرگ، سردار کوروش در شمال بابل باقی ماند. همچنین داریوش مادی شاید گئوبروه، حاکم (پَهاتو paḫātu) سرزمین گوتیوم (یعنی بخشی از ماد غربی و شمال شرقی آشور در کوهستان زاگرس) و دستیار ارشد نظامی کوروش بزرگ باشد که در فتح بابل، به او کمک کرد و بعد از آن، فرماندار آنجا شد.